# 喬治·葛本納
喬治·葛本納（英語：George Gerbner），1919年8月出生於匈牙利布達佩斯，他提出的涵化理論對傳播學有著深遠的發展。

## 早年
由於他的猶太血統，葛本納在水晶之夜後的1939年初移民至美國。
1942年，葛本納在美國加州大學伯克利分校獲得傳播學學士學位。他短暫的在舊金山紀事報中工作，做過作家、專欄作家以及助理財務編輯。
1943年，葛本納加入美國陸軍，於戰略情報局服務，服役期間，他獲得了銅星勳章，最後他被升為中尉，並從軍中榮譽退伍。

## 学术界
二战結束後，他擔任自由撰稿人和公關人員，並在埃爾卡米諾學院教授新聞學，分別在1951年和1955年，先後自南加州大學獲得传播学碩士學位和博士學位。他的「走向通信理論」（Toward a General Theory of Communication）獲得了南加州大學的最佳論文獎。
1964年到1989年，葛本納擔任賓夕法尼亞大學安納伯格傳播學院院長，他的任職期間增進了該學院對傳播理論學術界的影響力。離開安納伯格後，他於1997年成為坦普爾大學大西洋貝爾電信教授。
葛本納於1968年建立了文化指標研究計畫（英語：Cultural Indicators Research Project），以記錄電視內容的趨勢以及這些變化如何影響觀眾對世界的看法。他創造了「邪惡世界信念」，意指觀看大量電視的人，有可能將這個世界視為比世界原貌更危險和可怕的地方。
在“電視科學：它如何影響公眾觀念”（英語：Science on Television: How It Affects Public Conceptions）一文中，葛本納談到了黃金時段的電視節目中，敘述專業人士的內容時，認為是較偏向負面的。他認為：「節目中，科學家常於被描繪成“比其他專業人士更聰明、更厲害」。雖然這些可能不是壞事，但往往是不正確的描述，可能會對整個行業產生負面影響。葛本納提到電視並沒有發明對科學的負面看法，但它確實使該領域邊緣化。
葛本納於1981年在國會通訊小組委員會作證。他說：“電視內容最最普遍的聯繫就是對暴力和危險，導致人們產生'邪惡世界'的錯覺。恐懼的人更容易產生依賴感、更容易操縱和控制，更容易受到欺騙，以及畏懼強硬的措施或強硬的姿態......如果承諾減輕他們的不安全感，他們可能會接受甚至歡迎鎮壓等暴力行為。這是充滿暴力的電視的深層問題。”
他在天普大學、維拉諾瓦大學和賓夕法尼亞大學任教。在1990年離開賓夕法尼亞大學後，他創立了文化環境運動，這是一個倡導團體，促進傳播媒體的更多樣化。
葛本納於2005年11月下旬被診斷患有癌症，2005年12月24日在費城市中心的公寓中去世。
2010年至2014年，布達佩斯定期舉行關於交流、衝突和侵略的會議，以紀念已故的葛本納博士。會議由布達佩斯城市大學的JolánRóka博士和目前弗羅斯特堡州立大學的Rebecca M. Chory博士共同主辦。